# Allan Damgaard
Allan Damgaard Espersen (* 11. April 1986 in Nysted) ist ein ehemaliger dänischer Handballspieler, der mehrere Spielzeiten in der höchsten dänischen Spielklasse spielte.

## Karriere
Allan Damgaard spielte bei Rødby HK, Mors-Thy Håndbold und Viborg HK, bevor er im Jahre 2012 zum Team Tvis Holstebro wechselte. Mit Holstebro erreichte er in der Saison 2012/13 den dritten Platz im EHF Europa Pokal. Ab dem Sommer 2015 lief der 1,85 Meter große Rückraumspieler für den HSV Hamburg auf, bei dem er einen Zweijahresvertrag unterschrieb. Nachdem der HSV Hamburg im Januar 2016 Insolvenz anmeldete, schloss er sich dem dänischen Verein Bjerringbro-Silkeborg an. Mit Bjerringbro-Silkeborg gewann er 2016 die Meisterschaft. Ab der Saison 2017/18 stand er beim deutschen Bundesligisten Frisch Auf Göppingen unter Vertrag. Im Sommer 2019 kehrte er zu Team Tvis Holstebro zurück. Nach der Saison 2022/23 beendete er seine Karriere und übernahm das Co-Traineramt von Mors-Thy Håndbold. Nach der Saison 2023/24 beendete er seine Tätigkeit bei Mors-Thy Håndbold.
Damgaard bestritt fünf Länderspiele für die Dänische Nationalmannschaft, in denen er zehn Tore erzielte.

## Privates
Allan Damgaards jüngerer Bruder Michael ist ebenfalls Handballspieler und läuft für den SC Magdeburg auf.